# Années 1990 en Nouvelle-Calédonie
Les années 1990 couvrent la période de 1990 à 1999.
- 1960
- 1970
- années 1980
  - 1980
  - 1981
  - 1982
  - 1983
  - 1984
  - 1985
  - 1986
  - 1987
  - 1988
  - 1989
- 1990
- 2000
- 2010
- 2020

## Événements

### 1990
- 20-21 janvier 1990 : IXe Congrès du FLNKS à Saint-Louis : la dissidence du FULK est actée, et le Front débat sur l'assassinat de Jean-Marie Tjibaou et Yeiwéné Yeiwéné.
- 4 février 1990 : reconstitution de l'assassinat de Jean-Marie Tjibaou et Yeiwéné Yeiwéné.
- 7-9 mars 1990 : le FLNKS devient officiellement membre du Groupe mélanésien Fer de lance.
- 24-25 mars 1990 : Convention de Nakéty du FLNKS : Paul Néaoutyine prend la présidence du front, celle-ci était vacante depuis l'assassinat de Jean-Marie Tjibaou. Un poste de vice-président est créé pour l'Union calédonienne, et donné à Rock Wamytan.
- 18 avril 1990 : l'Assemblée de la Province Nord décide d'acheter 85 % du capital minier qui appartenait jusque-là à Jacques Lafleur : la Société minière du Sud Pacifique (SMSP), chargée de gérer ce capital, est créée.
- 23 mai 1990 : première réunion du Conseil consultatif coutumier, composé de 43 grands-chefs.
- 29 août 1990 : création de l'Union océanienne, premier parti chargé de représenter les intérêts des communautés wallisiennes et futuniennes en Nouvelle-Calédonie.
- 23 novembre 1990 : décès de Rock Pidjot, l'ancien président fondateur de l'Union calédonienne et ancien député.

### 1995 à 1999
- 9 juillet 1995 : élections provinciales
- 9 mai 1999 : élections provinciales